# Marotandrano
Marotandrano est une commune rurale malgache située dans la partie est de la région de Sofia.

## Géographie
La sous-préfecture, Mandritsara, est la ville la plus proche ; située à 45 km de piste au nord, elle est la seule destination possible en véhicule pour accéder au reste de l'île. Cet axe non goudronné est quasiment inutilisable en saison des pluies.

## Démographie
Elle est divisée en 16 fokontany, subdivisions claniques traditionnelles, comprenant chacune plusieurs villages, et recensant environ 15 000 habitants en 2007 sur un territoire de 800 km².

## Économie
Marotandrano est une commune rurale enclavée du Nord de Madagascar, ne disposant d'aucune infrastructure de base (eau, électricité, route).L'économie de la région repose sur la vente des cultures de rente comme le café, la banane et la canne à sucre. Ces cultures de rente pratiquées sur les tanimboly (agro-forêts) avec une grande variété d'arbres fruitiers, constituent la principale source de revenu des paysans. Les cultures vivrières (riz, manioc, haricot) sont destinées à l'autoconsommation. L'élevage de bovins occupe une place relativement importante, mais la production laitière est faible, le commerce de viande assez restreint, et le vol monnaie courante. Les conditions locales ne favorisent pas l'exportation des produits. Les denrées sont chères pour la population car elles nécessitent d'importants déplacements pour accéder au port de Mahajanga.